# Puente en ménsula
Un puente en ménsula o cantílever es un puente en el cual una o más vigas principales trabajan como ménsula o voladizo. Normalmente, las grandes estructuras se construyen por la técnica de volados sucesivos, mediante ménsulas consecutivas que se proyectan en el espacio a partir de la ménsula previa. Los pequeños puentes peatonales pueden construirse con vigas simples, pero los puentes de mayor importancia se construyen con grandes estructuras reticuladas de acero o vigas tipo cajón de hormigón postensado, o mediante estructuras colgadas.

## Descripción
Este modo de construcción ha respondido a varias restricciones para construir un puente:
- franquear un obstáculo, como un río, cuando no es posible usar cimbras ni andamios apoyándose en el suelo durante la construcción para limitar el coste de la construcción, y mitigar el riesgo en caso de inundaciones;
- continuidad de un puente de varios tramos, para limitar su deformación en el caso de una construcción metálica en celosía sometida a cargas pesadas en el caso de puentes de ferrocarril.

El interés de una viga continua se demostró a principios del siglo XIX, pero fue necesario encontrar una solución para resolver dos problemas:
- cómo asumir los efectos de la dilatación debida a las variaciones de temperatura mientras se asegura la entrega de las fuerzas longitudinales y transversales,
- cómo asegurar la resistencia de la estructura en caso de asentamiento de uno de los apoyos.

El primer puente en ménsula moderno fue inventado por Heinrich Gerber para la construcción del puente ferroviario de Hassfurt, en 1866-1867. Él patentó este tipo de puente en ménsula en celosía llamada «ménsula Gerber» en 1866.

Diagrama de la viga de celosía del puente ferroviario de Hassfurt

Se trata de una superestructura con pilonas bi-articuladas cuyos tramos laterales están en voladizo. Un tramo central puede descansar sobre los extremos en voladizo. Este tipo de puente en voladizo tiene una estructura no continua, pero al colocar las articulaciones en los puntos de momentos de flexión nulos bajo la carga del peso propio, se encontraba en la estructura una distribución de solicitaciones idénticas a las de un puente continuo.
El más largo de estos puentes es el puente de Quebec (1971), con un tramo de 548,64 m, seguido por el puente de Forth que consta de dos tramos de 521,21 m.

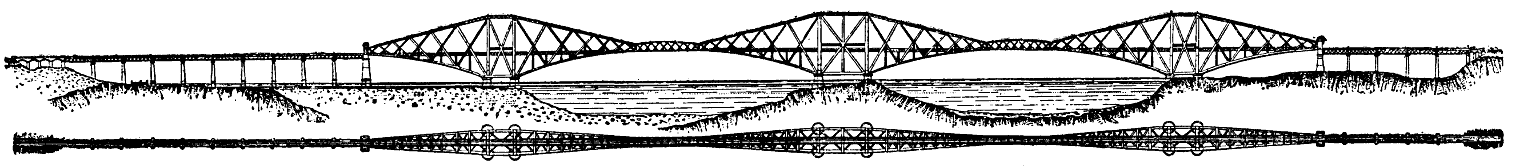
El puente de Forth

Un puente puede ser construido en ménsula o en voladizo para evitar los apoyos de una cimbra compleja o en una zona de difícil acceso, pero esta disposición de la estructura es provisional y cesa después del enclavado del tramo.

Construcción de puentes en ménsula
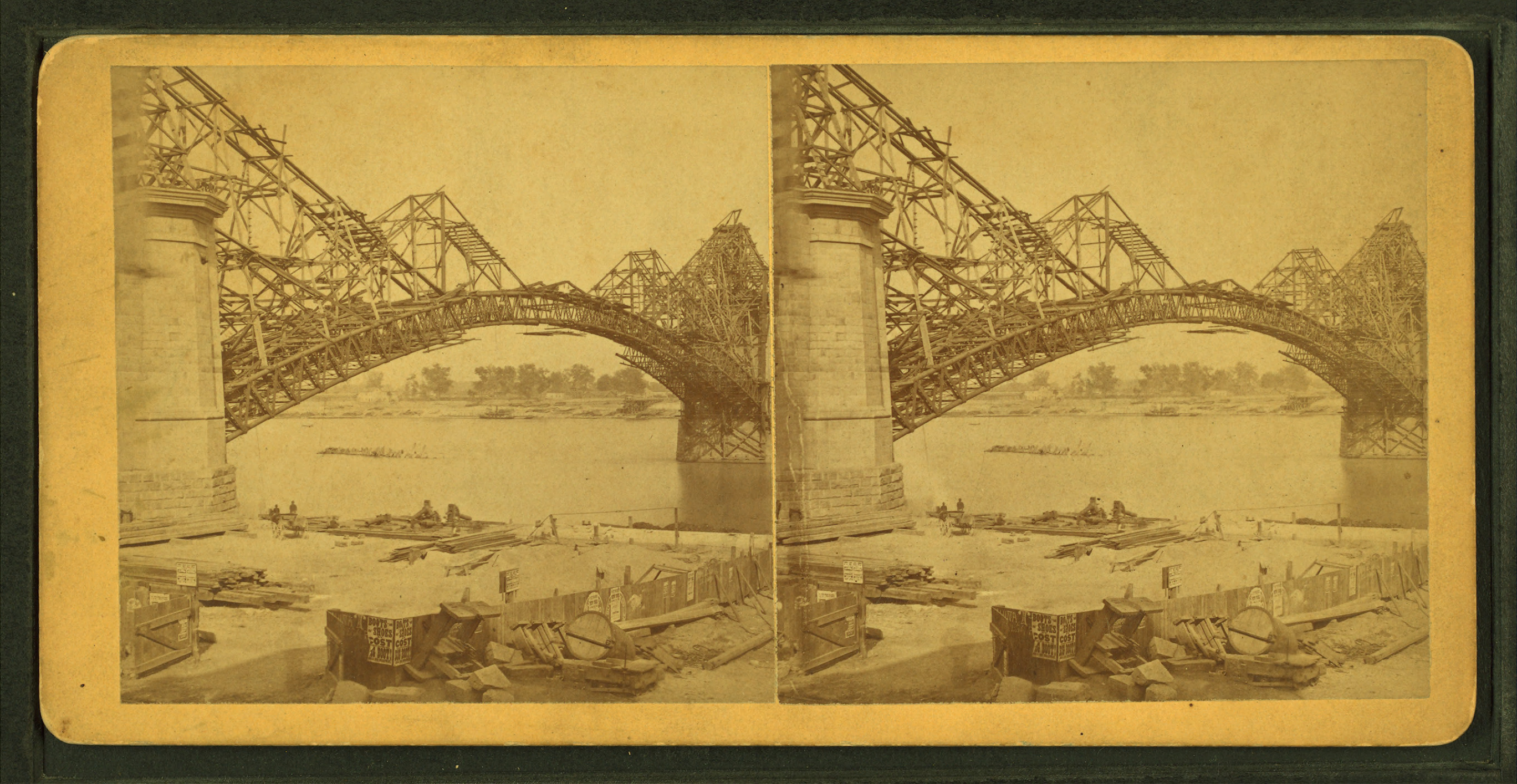
Construcción en voladizo de los arcos del puente Eads sobre el Mississippi
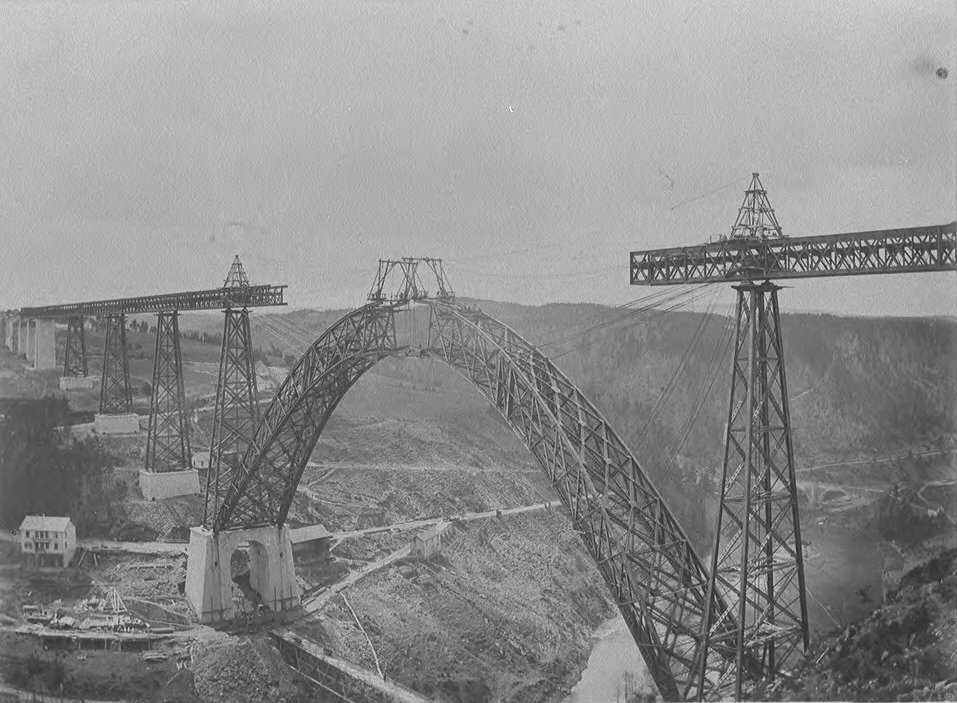
Viaducto de Garabit: construcción en voladizo del arco
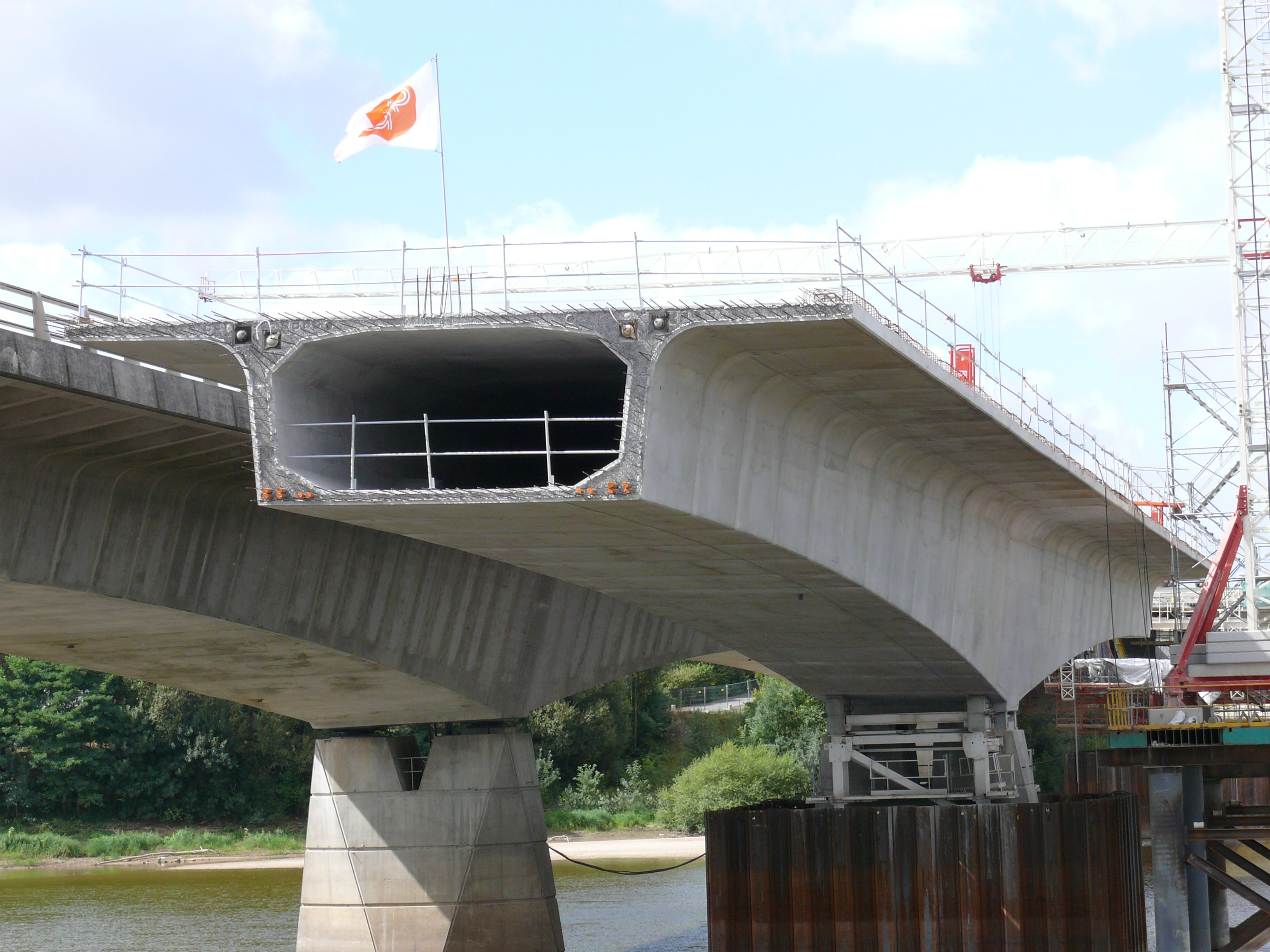
Doblado del puente del Cadre Noir de Saumur, construit con voladizo simétrico

### Orígenes de los modernos puentes en ménsula
Ya hay un dibujo de un puente en voladizo construido en el cuaderno de Villard de Honnecourt (ca. 1200-1250).

Ejemplos antiguos
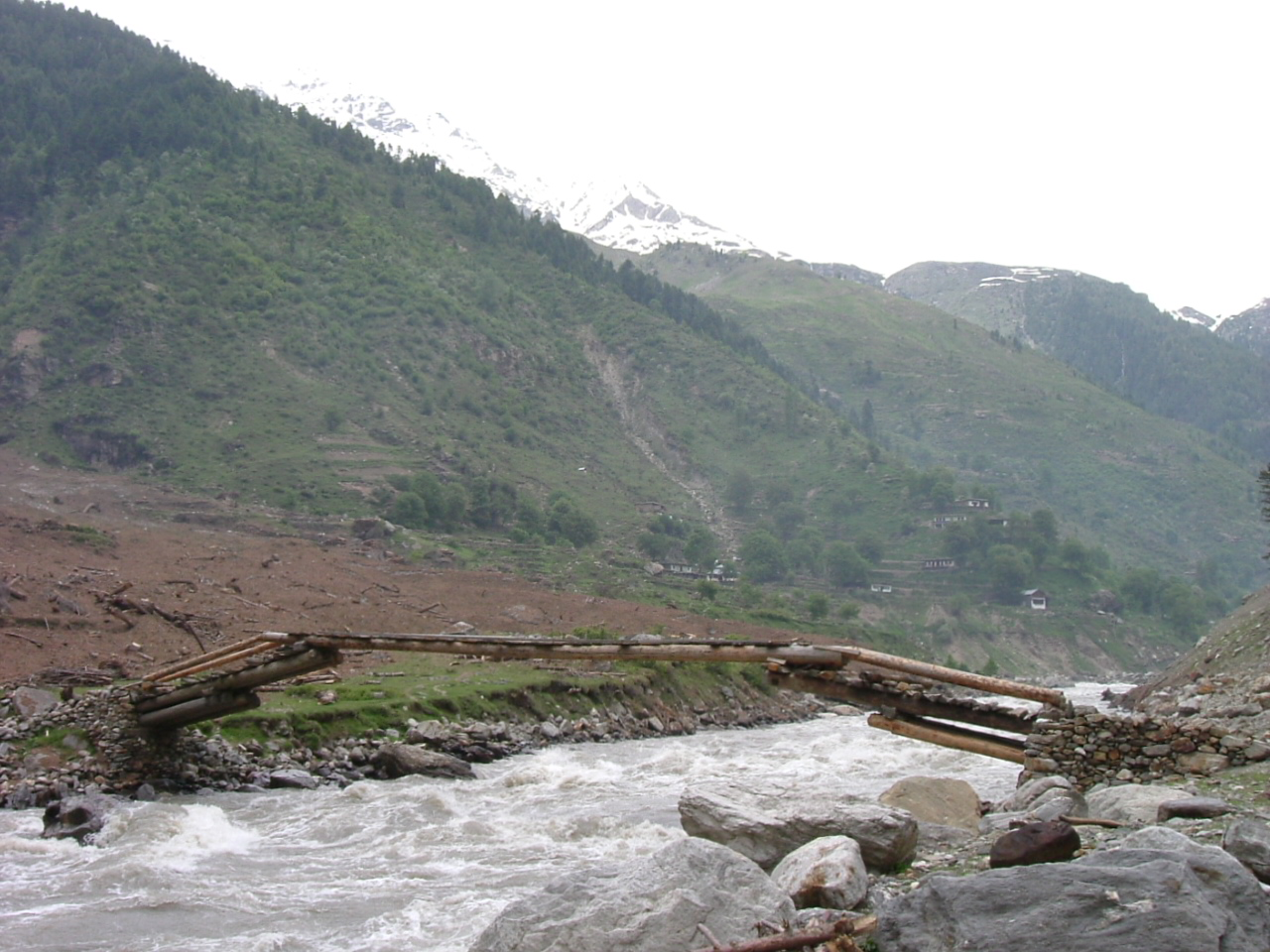
Puente construido con troncos de árbol sobre el río Kunar, en Pakistán.
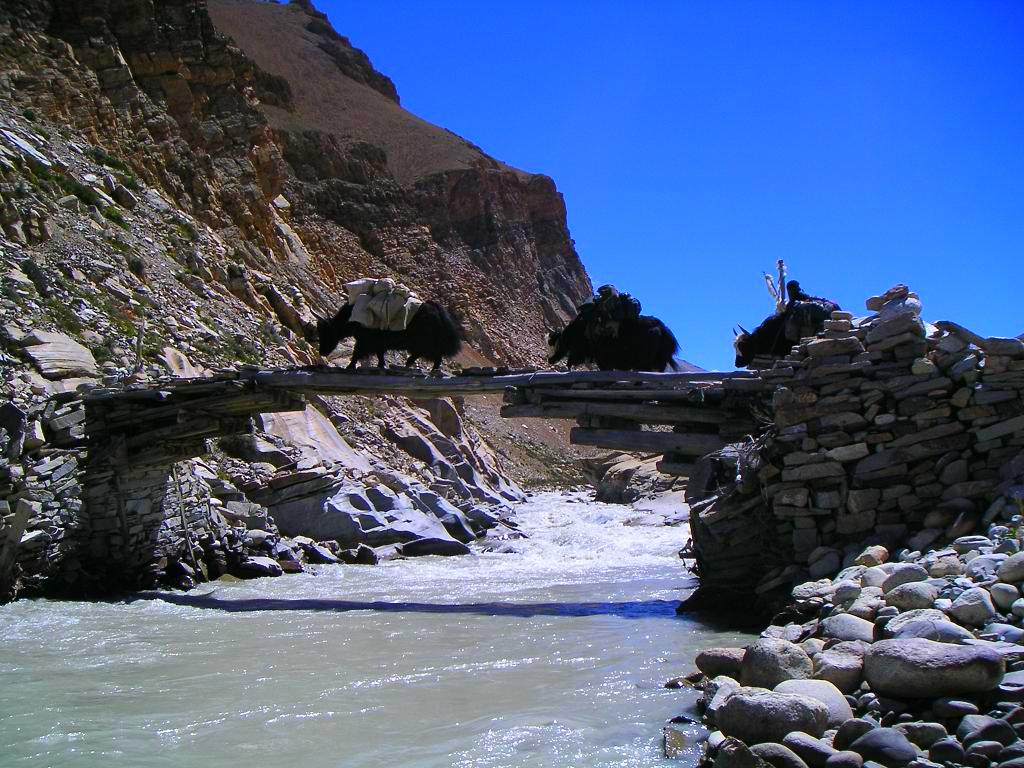
Puente tibetano.
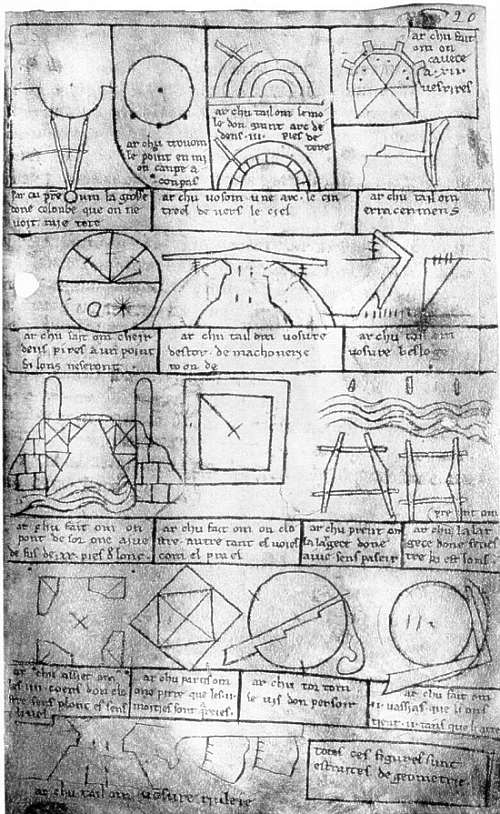
Página del cuaderno de Villard de Honnecourt.
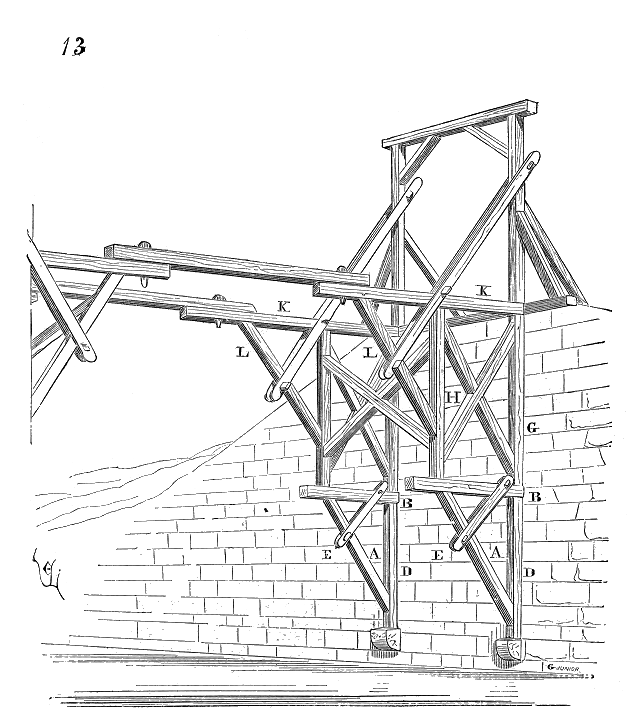
Interpretación del croquis, por Eugène Viollet-le-Duc.

Los ingenieros civiles en el siglo XIX ya entendieron que un puente que era continuo apoyado en múltiples soportes distribuiría las cargas entre ellos. Esto daría como resultado menores tensiones en la viga o celosía y significaba que se podrían construir tramos más largos.: 57, 190  Varios ingenieros patentaron puentes continuos con puntos de articulación a mitad del vano.: 75, 79  El uso de una articulación en el sistema multi-tramo presentaba las ventajas de un sistema estáticamente determinado y de un puente que podía responder al asentamiento diferencial de las cimentaciones.: 190  Los ingenieros podían calcular más fácilmente las fuerzas y tensiones con una articulación en la viga.
Heinrich Gerber fue uno de los ingenieros que obtuvo una patente para una viga con articulación (1866) y es reconocido como el primero en construir uno.: 79  El puente de Hassfurt sobre el río Main en Alemania, con una luz central de 38 metros, se completó en 1867 y se reconoce como el primer puente en ménsula moderno.: par. 2 
El puente alto de Kentucky de C. Shaler Smith (1877), el puente cantilever del Niagara de Charles Conrad Schneider (1883) y el puente Poughkeepsie de John Francis O'Rourke y Pomeroy P. Dickinson (1889) fueron todos importantes usos tempranos del diseño en voladizo.: par. 3, 5  El puente del río Kentucky atravesaba una garganta de 84 m de profundidad y aprovechaba al máximo el hecho de que no se necesitaba una cimbra, o apeos temporales, para el tramo principal de un puente en voladizo.: par. 3 

Ejemplos tempranos
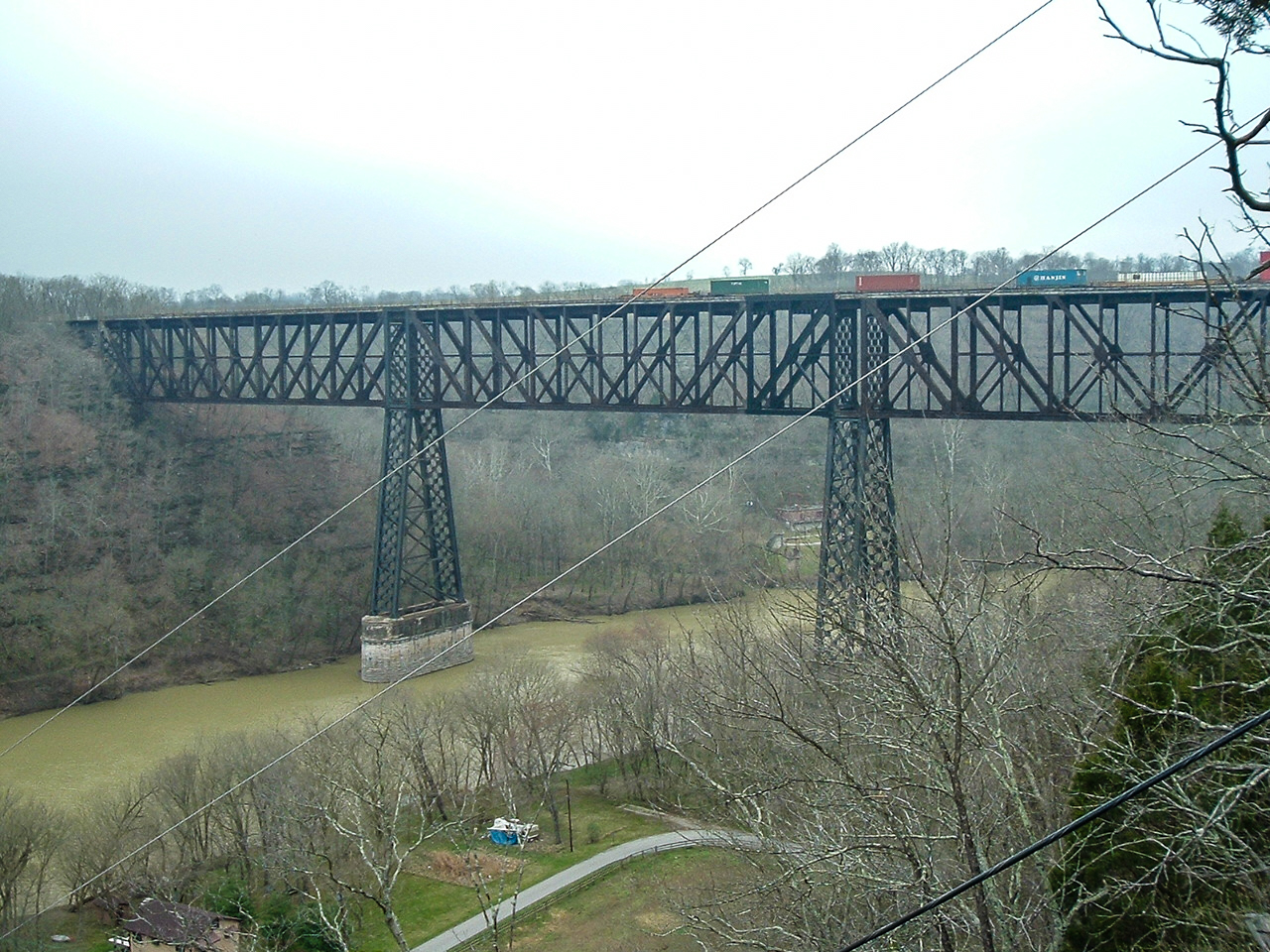
Puente alto de Kentucky (1877).
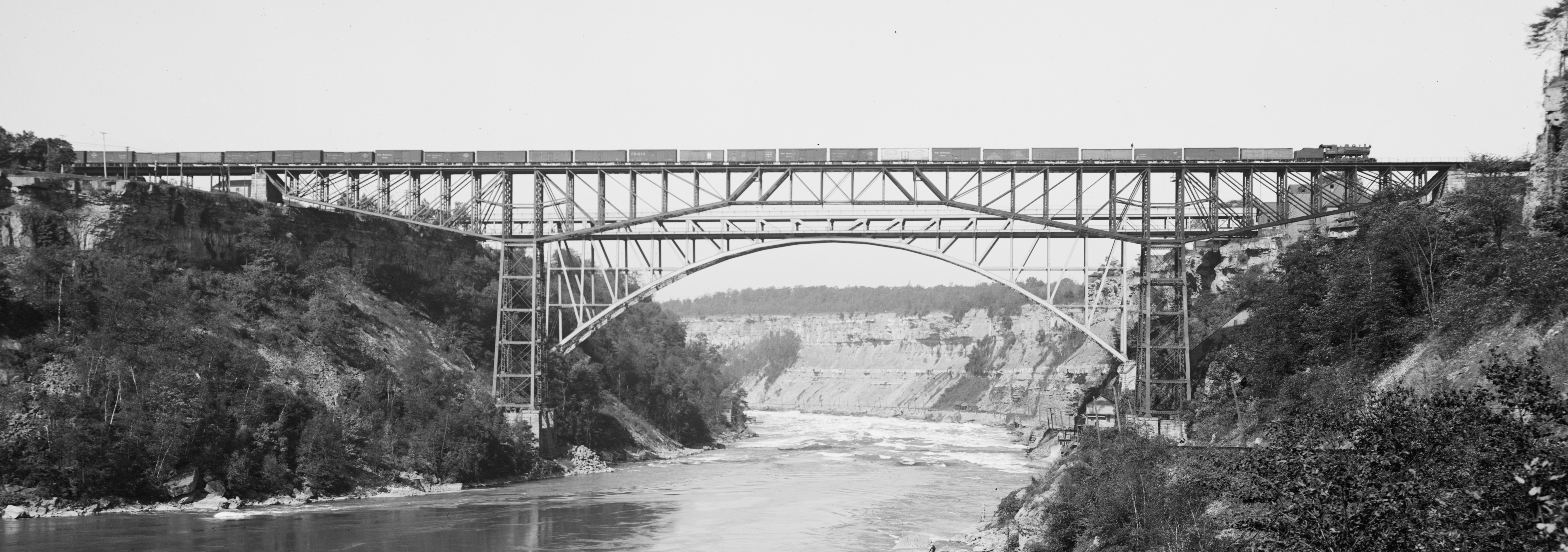
Puente sobre el Niágara (1883).
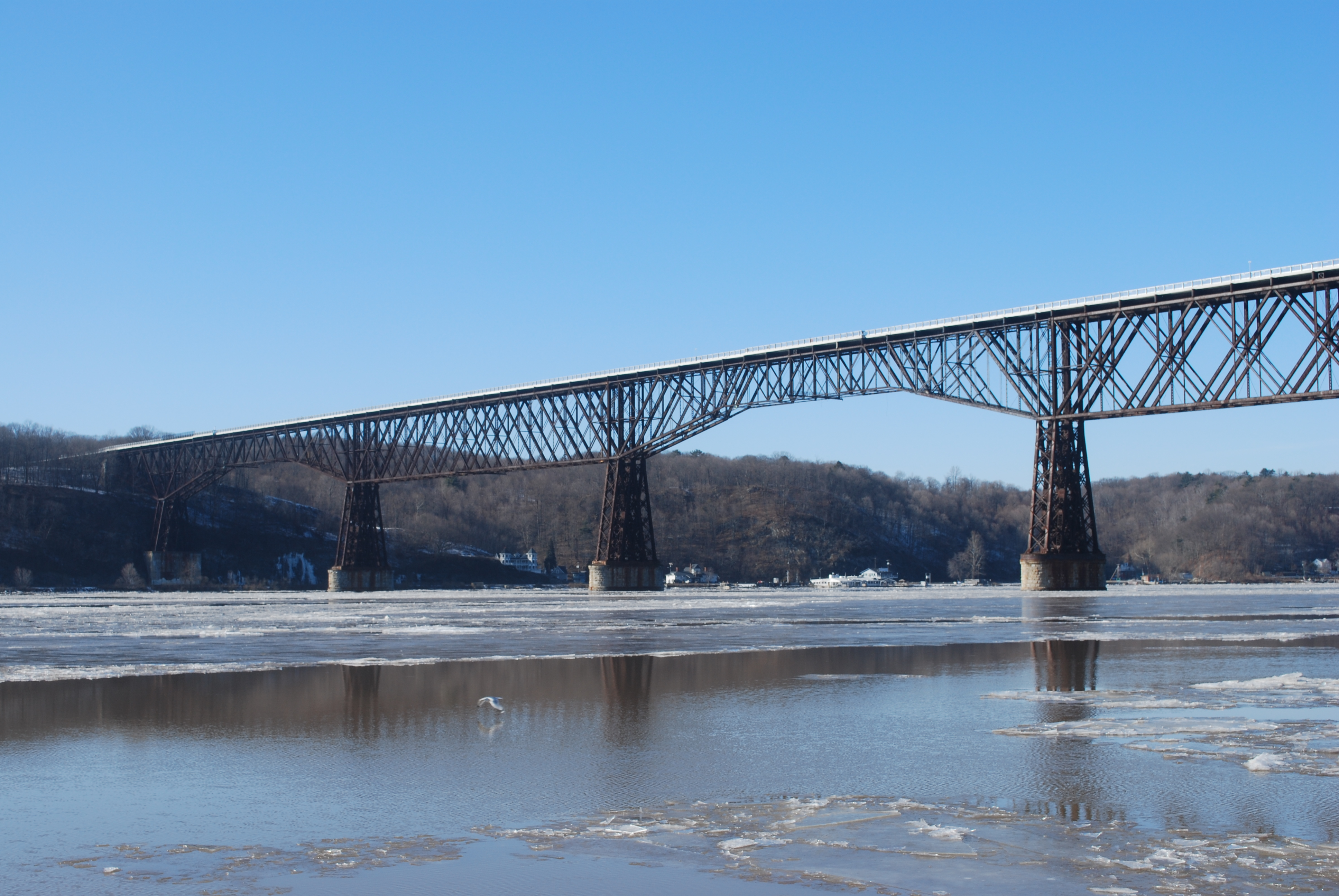
Puente Poughkeepsie (1889).

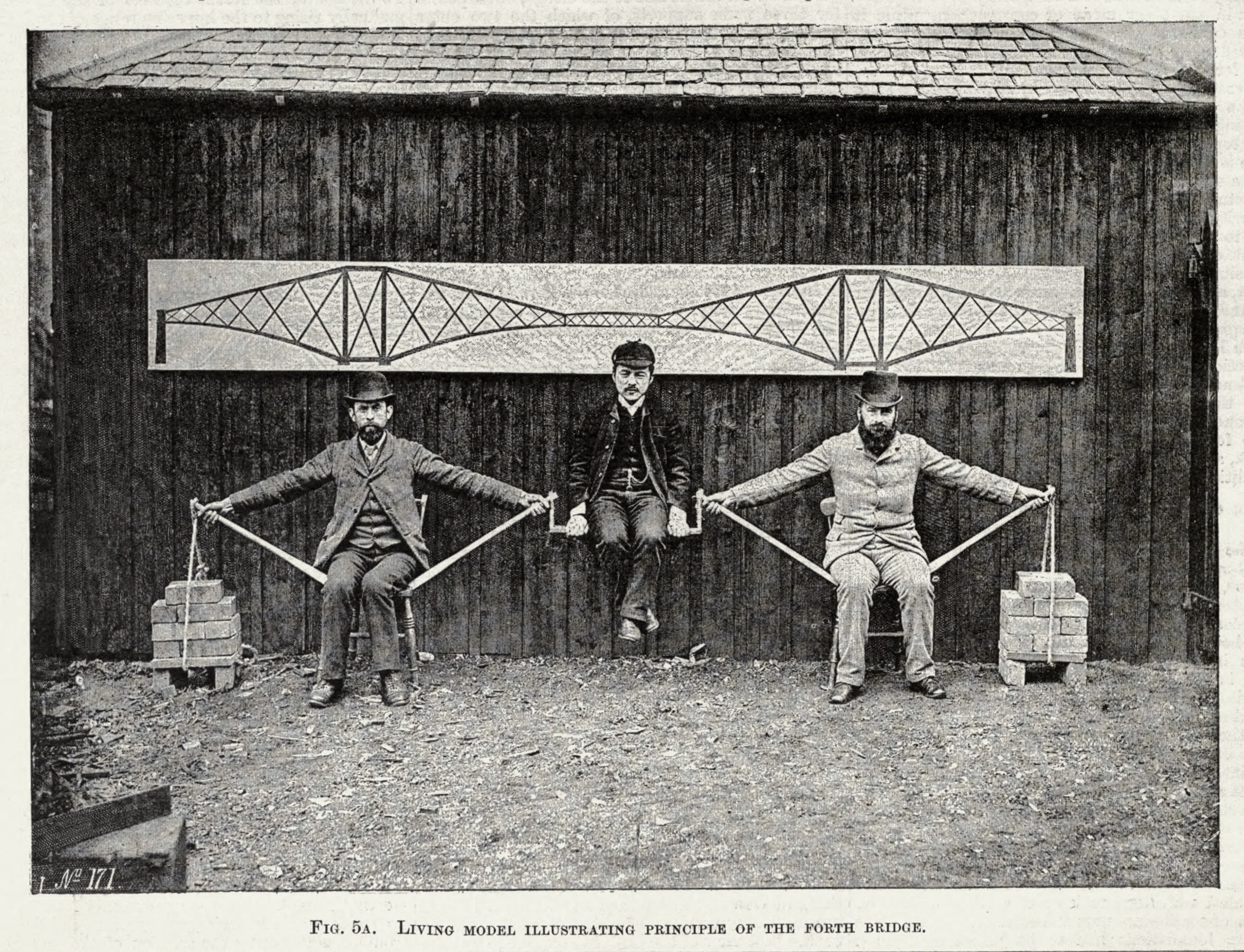
Modelo físico con seres humanos para explicar el principio del puente en ménsula

El puente en voladizo temprano más famoso es el puente de Forth. Este puente mantuvo el récord del vano más largo del mundo durante diecisiete años, hasta que fue superado por el puente de Quebec. Benjamin Baker ilustró los principios estructurales del voladizo del tramo suspendido en la foto de la izquierda. El vano suspendido, donde se sienta Kaichi Watanabe, se ve en el centro. La necesidad de resistir la compresión del cordón inferior se ve en el uso de postes de madera, mientras que la tensión del cordón superior se muestra por los brazos extendidos. La acción de los cimientos exteriores como anclajes para el voladizo es visible en la colocación de los contrapesos.: par. 6 

## Lista por longitud
Puentes en ménsula más largos del mundo (por vano más largo):
1. puente de Quebec (1971) (Quebec, Canadá) (548,64 m);
2. puente de Forth (1890) (Firth of Forth, Escocia) 2 vanos de (521,21 m);
3. puente Minato Ohashi (1974) (Osaka, Japón) (509,93 m);
4. puente Commodore Barry (1974) (Chester (Pensilvania), Pensilvania, USA) (501,09 m);
5. Crescent City Connection (vanos gemelos) (Nueva Orleans, Luisiana, USA) (480,06 m);
6. puente Howrah (1943) (Calcuta, India) (457,20 m);
7. Gramercy, Veterans Memorial Bridge (Gramercy, Luisiana, EE. UU.) (445,01 m);
8. puente Tokyo Gate (2012) (Tokio) (440 m);
9. puente J. C. Van Horne Bridge (1961) (Campbellton, Nuevo Brunswick y Pointe-à-la-Croix, Quebec, Canadá, (380 m);
10. Puente de la bahía de San Francisco-Oakland (San Francisco, California, EE. UU.) (426,72 m);
11. puente Horace Wilkinson (Horace Wilkinson Bridge) (Baton Rouge, Luisiana, EE. UU.) (376,43 m);
12. puente Tappan Zee (1955) (Tappan Zee Bridge) (Nueva York, EE. UU.) (369,42 m).
13. puente Lewis and Clark (1930) (Longview, Washington & Rainier, Oregón, EE. UU.) (366 m);

## Galería de imágenes

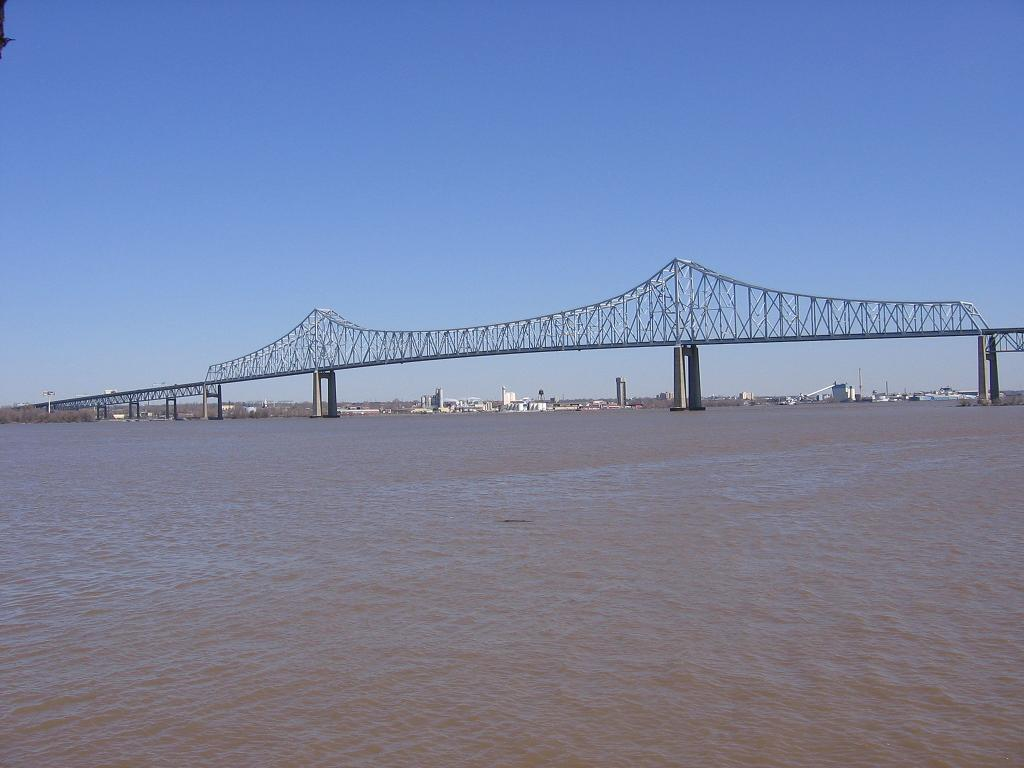
El puente Comodoro Barry, un típico puente en ménsula.
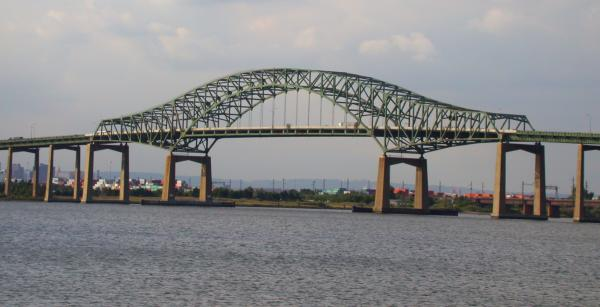
El puente de la bahía de Newark tiene ménsulas en forma de arco.
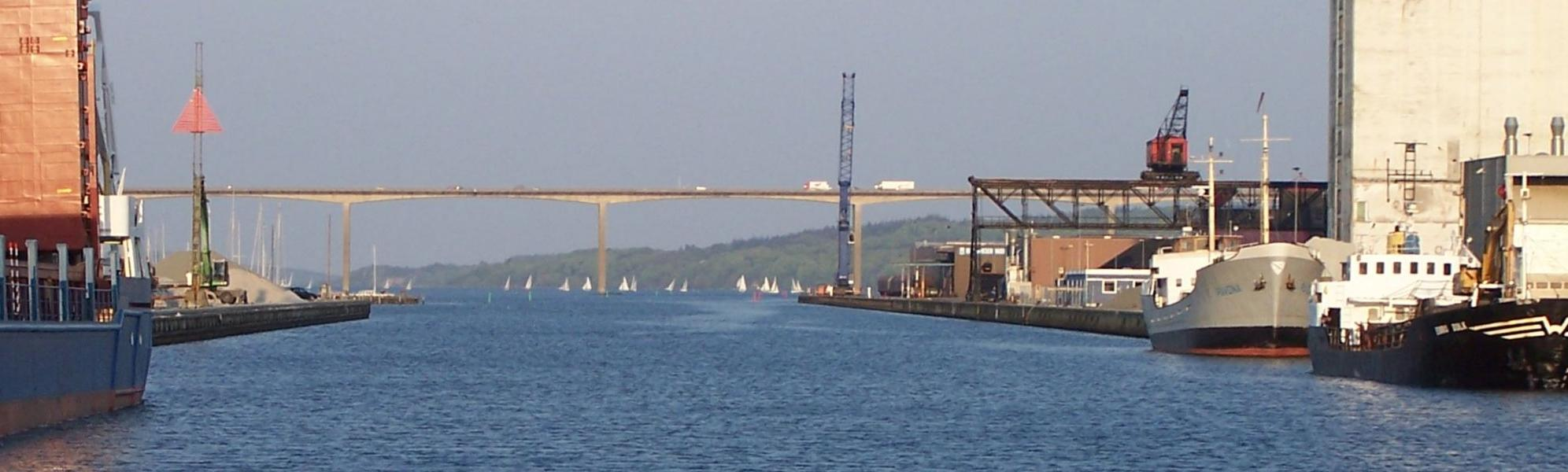
El puente de Vejlefjord es un viaducto de hormigón.
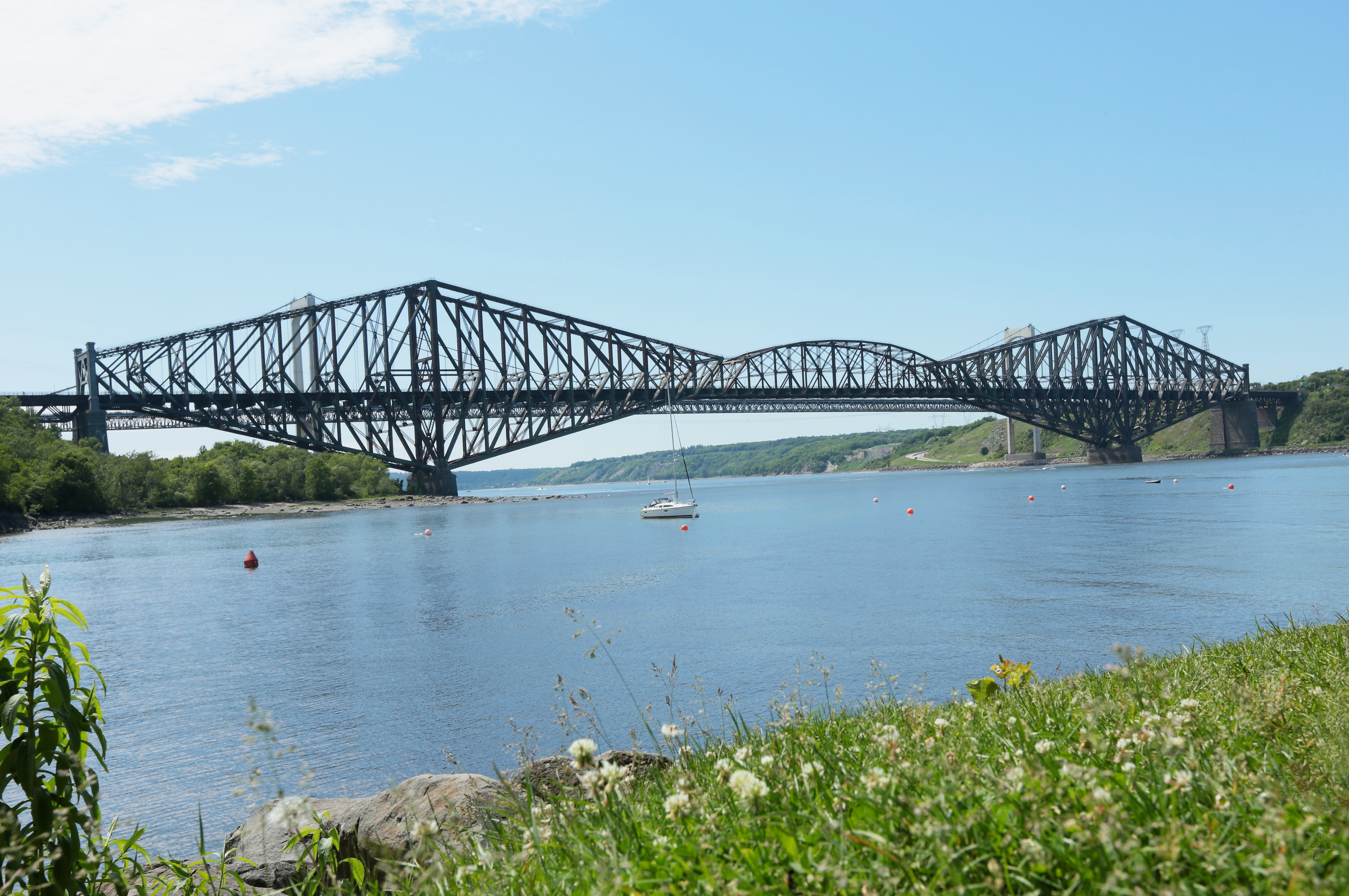
El puente de Quebec tiene en el vano central una viga en el medio apoyada en dos ménsulas en voladizo que se extienden por encima y por debajo de la carretera.